# Campethera nubica
Campethera nubica е вид птица от семейство Picidae.

## Разпространение
Видът е разпространен в Джибути, Еритрея, Етиопия, Демократична република Конго, Кения, Сомалия, Судан, Танзания, Уганда, Чад и Южен Судан.